# Viola improcera
Viola improcera är en violväxtart som beskrevs av L.G. Adams. Viola improcera ingår i släktet violer, och familjen violväxter. Inga underarter finns listade i Catalogue of Life.